# كنيسة القديسة صوفيا (ناخيتشيفان)
كنيسة القديسة صوفيا أو كنيسة حكمة الله المقدسة (بالروسية: Кафедральный собор Рождества Христова)، هي كنيسة روسية أرثوذكسية تقع في ناخيتشيفان، روستوف أوبلاست، روسيا.

## تاريخ
كانت مدينة ناخيشيفان تتشكل من المستوطنين الأرمن، ولكن باعتبارها مدينة قريبة من مدينة روستوف-نا-دونو حيث السكان الروس هم الفئة الغالبة، كان من الصعب أن تظل مدينة أرمينية لفترة طويلة. فما لبث أن ظهر السكان الأرثوذكس بها، الذين كانوا بحاجة إلى كنائس خاصة بهم.
تم بناء كنيسة القديسة صوفيا سنة 1863 في شارع بيرفومايسكايا. كان للكنيسة قبة واحدة مصنوعة من الخشب، وقفت على قبو حجري ولها برج من الطبقة الواحدة. كان ارتفاعه 15 مترا. بالقرب من الكنيسة في العام نفسه (1863)، شُيّد مبنى من طابق واحد من الطوب للمدرسة الباروشية الروسية.
في عام 1904، قام المهندس المعماري ف.ف بوبوف باستبدال هيئة الكنيسة الخشبية بالطوب، واستمر ذلك حتى سنة 1912.
لم تستمر هذه الكنيسة، ففي عام 1934 تم إغلاقها، حيث تمت إزالة جميع القباب والجدران الجانبية. وبجوار مبنى كنيسة القديسة صوفيا السابقة، تم بناء مبنى المدرسة رقم 11.
في السنوات الأخيرة من وجود الكنيسة، كان المطران الجورجي زينوفي (مازوجا) يعمل بها.